# Erlenbach (Kaiserslautern)
Erlenbach ist ein Stadtteil der kreisfreien Großstadt Kaiserslautern in Rheinland-Pfalz. Bis 1969 war er eine selbständige Gemeinde.

## Geographie
Erlenbach liegt erhöht im Norden der Stadt und grenzt nördlich an die Stadt Otterberg. Die Struktur des Ortes ist viergeteilt: der alte Ortskern, der Gersweilerhof als eigene geschlossene Bebauung, das Baugebiet Husarenäcker, welches in den 1970er und 1980er Jahren entstand, sowie das Neubaugebiet Osterberg. Darüber hinaus umfasst der Stadtteil die Wohnplätze Bahnhof Erlenbach, Im Hagelgrund, Hasendell, Raupenthal, Turnhalle und Wiesenthal. Durch den Ort fließt der Erlenbach, ein linker Nebenfluss des Otterbachs. Letzterer bildet im Nordwesten die Gemarkungsgrenze zu Otterberg.

## Geschichte
Die ältesten schriftlichen Nennungen des Ortes gehen auf das 12. Jahrhundert zurück. Von Kaiser Otto IV. wurden dem Zisterzienserkloster Otterberg mehrere Landstücke von Erlenbach geschenkt.
Als im Zuge der Reformation Abt Wendelin Merbot 1561 auf seine Rechte als Abt verzichtete und das Kloster Otterberg aufgehoben wurde, nahmen die Menschen in Erlenbach den reformierten Glauben an. Eine Schule wurde eingerichtet. Während des Dreißigjährigen Krieges zogen die kaiserlichen Truppen durch, die 1635 die Stadt Kaiserslautern zerstörten. Auch die Zeit des Pfälzischen Erbfolgekriegs 1688–1697 setzte der Bevölkerung mit Hunger, Mord und Vertreibung zu.
Im November 1793 war im Zuge der Schlacht bei Morlautern auch Erlenbach betroffen: Französische Infanterie und Reiterei griffen am 28. November 1793 von Erlenbach aus an und wurden von sächsischen Reitern in den Ortskern (Steinbruch, Röhrbrunnen) zurückgetrieben. Die weiteren Schlachten tobten in den beiden folgenden Tagen im Gebiet von Ruhetal und Osterberg, die Truppen des General Hoche wurden vernichtend geschlagen. Die Bevölkerung von Erlenbach und Morlautern litt sowohl unter den Kämpfen als auch unter der Versorgung, die sie für die Truppen zu leisten hatten.
Bis Ende des 18. Jahrhunderts gehörte der Ort zur Kurpfalz.
Von 1798 bis 1814, als die Pfalz Teil der Französischen Republik (bis 1804) und anschließend Teil des Napoleonischen Kaiserreichs war, war Erlenbach in den Kanton Otterberg eingegliedert, der zum Arrondissement Kaiserslautern, Teil des Departements Donnersberg, gehörte, und unterstand der Mairie Kaiserslautern. 1815 hatte die Gemeinde insgesamt 312 Einwohner. Im selben Jahr wurde die Gemeinde Österreich zugeschlagen. Bereits ein Jahr später wechselte der Ort wie die gesamte Pfalz in das Königreich Bayern. Von 1818 bis 1862 gehörte er dem Landkommissariat Kaiserslautern an; aus diesem ging das Bezirksamt Kaiserslautern  hervor.
Im Zuge der Industrialisierung waren die Spinnerei Lampertsmühle (1854) und die Textilfabrik in Otterberg (1871) gegründet worden sowie in Kaiserslautern u. a. die Kammgarnspinnerei (1857), die Eisenwerke (1864) und das Nähmaschinen Unternehmen Pfaff (1876). Ab 1833 verkehrte die Lautertal-Bahn. In dieser Zeit veränderte sich auch die Struktur von Erlenbach, es wurde ein Arbeiterdorf mit Nebenerwerbslandwirtschaft.
Im Jahr 1900 wurde die protestantische Kirche im Ortsmittelpunkt errichtet und am 1. Dezember 1900 eingeweiht. Ab 1904 war Erlenbach eine eigenständige Gemeinde mit Trau-Recht, das Gemeindebüro befand sich im Schulhaus. Eine bessere Anbindung erhielt Erlenbach mit dem 1922 eröffneten Haltepunkt an der Strecke vom Lautertal nach Otterberg, der 1954 wieder geschlossen wurde.
Im Ersten Weltkrieg verzeichnete Erlenbach 40 Gefallene. Der Ort wurde am 6. Dezember 1918 von französischen Truppen besetzt. Im Zweiten Weltkrieg waren 97 Menschen aus Erlenbach gefallen oder wurden vermisst, 61 Männer und drei Frauen waren in Kriegsgefangenschaft geraten, 95 Flüchtlinge blieben in Erlenbach. 1946 verzeichnete Erlenbach 1.272 Einwohner.
Ab 1939 war die Gemeinde Bestandteil des Landkreises Kaiserslautern. Nach dem Zweiten Weltkrieg wurde Erlenbach innerhalb der französischen Besatzungszone Teil des damals neu gebildeten Landes Rheinland-Pfalz. Im Zuge der ersten rheinland-pfälzischen Verwaltungsreform wurde die Gemeinde am 7. Juni 1969 in die kreisfreie Stadt Kaiserslautern eingegliedert, womit sie den gleichnamigen Landkreis verließ. Seither bildet Erlenbach einen Ortsbezirk. Ende 2004 hatte Erlenbach insgesamt 2.487 Einwohner.

## Politik

### Ortsbezirk
Erlenbach ist als Ortsbezirk ausgewiesen und besitzt deshalb eine Selbstverwaltung durch einen Ortsbeirat. Letzterer hat insgesamt 15 Sitze, den Vorsitz führt der direkt gewählte Ortsvorsteher.
Bei Landtagswahlen gehört Erlenbach zum Wahlkreis Kaiserslautern II.

### Ortsbeirat
Seit der Kommunalwahl am 9. Juni 2024  entfallen von den 15 Sitzen des Ortsbeirats neun auf die SPD und sechs auf die CDU, die FDP war nicht mehr angetreten. Damit baute die SPD ihre seit 2014 bestehende absolute Mehrheit im Rat weiter aus.
Für weitere Informationen zum Ortsbeirat siehe die Ergebnisse der Kommunalwahlen in Kaiserslautern.

### Ortsvorsteher
Jochen Steiner (SPD) wurde am 23. Juli 2024 Ortsvorsteher von Erlenbach. Bei der Direktwahl am 9. Juni 2024 hatte er sich mit einem Stimmenanteil von 67,7 % gegen einen CDU-Mitbewerber durchgesetzt.
Steiners Vorgänger Fritz Henrich (SPD) hatte das Amt 15 Jahre inne und war 2024 nicht erneut angetreten.

### Wappen
| Wappen von Erlenbach | Blasonierung: „In Silber ein grüner Wellenbalken, begleitet oben von zwei, unten von einem hockenden roten Eichhörnchen, je eine goldene Nuss haltend.“ |
| Wappen von Erlenbach | Wappenbegründung: Das grüne Band bezieht sich auf den Erlenbach, der den Ort durchfließt und von Erlen bestanden war. Die Eichhörnchen zeigen die ursprüngliche Beziehung zu Otterberg mit seinem reichen Waldbestand an. Das Wappen wurde am 5. Dezember 1922 genehmigt. |

## Kultur

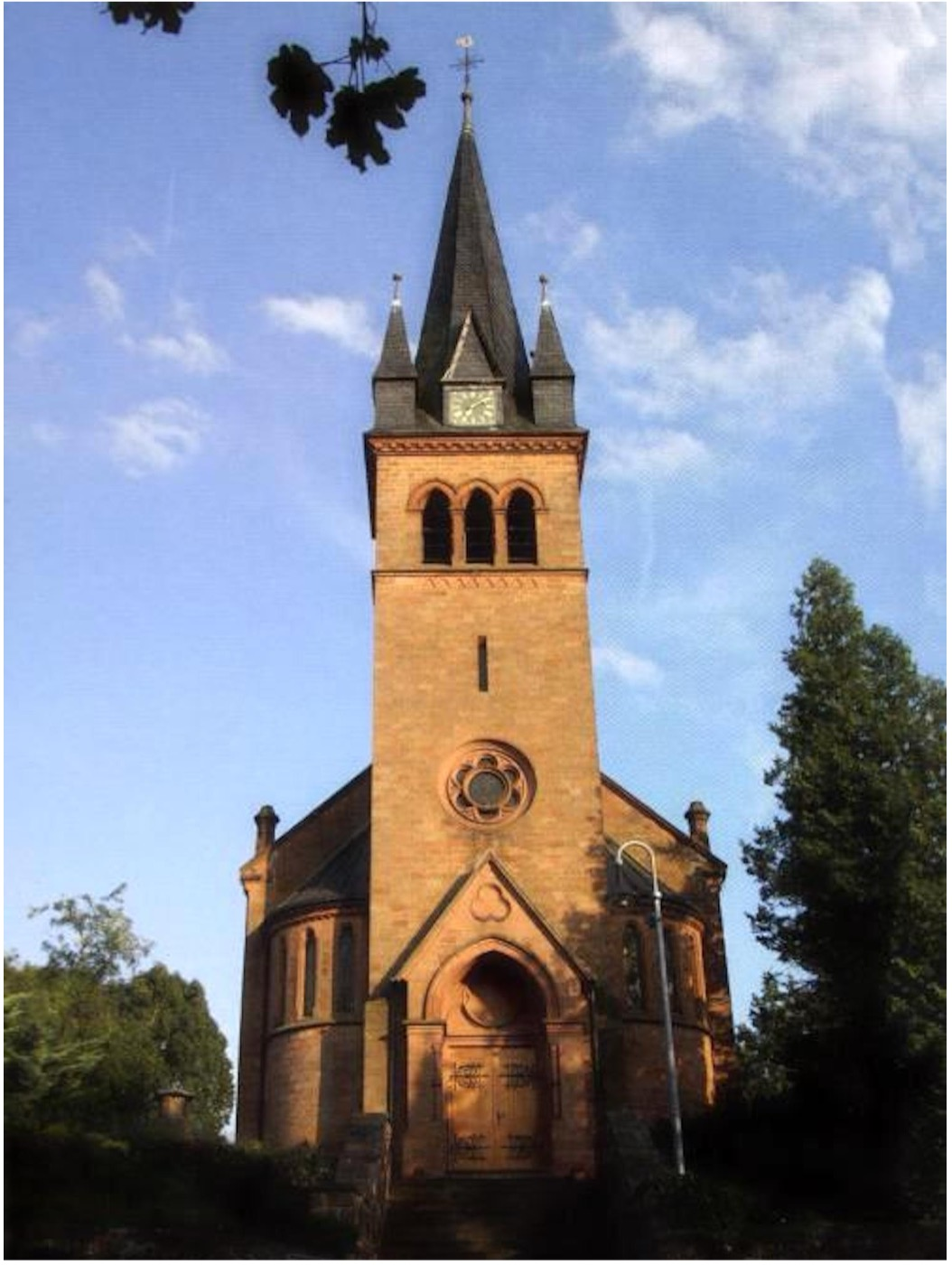
Protestantische Kirche Erlenbach

Einziges Kulturdenkmal vor Ort ist die evangelische Pfarrkirche. In der Erlenbacher Straße befindet sich die Luitpoldeiche. Sie gilt als Naturdenkmal und ist mit der Nummer ND-7312-252 ausgewiesen.

## Verkehr
Straße
Erlenbach liegt an der Landesstraße 387, die ihn mit der Kaiserslauterer Kernstadt, Otterberg sowie Imsweiler verbindet. Die Kreisstraßen 9 und 39 führen ebenfalls durch den Ort. Zusätzlich ist die Kernstadt von Kaiserslautern mit der Buslinie 112 der SWK Verkehrs-AG von der Innenstadt aus erreichbar.
Schiene
Der Ort war über die im Bahnhof Lampertsmühle-Otterbach beginnende Nebenbahn nach Otterberg an das Schienennetz angebunden. Der Bahnhof befand sich weitab der Ortschaft und war bereits ab 1952 nicht mehr besetzt. Von 1919 bis 1954 verkehrten Personenzüge auf dieser Strecke, der Güterverkehr wurde 1980 eingestellt.

## Söhne und Töchter des Ortes
- Theobald Baumann (1923–1944), Fußballspieler